# Lopende Diep
Het Lopende Diep is een onderdeel van de Diepenring, de grachtengordel rond de binnenstad van de Nederlandse provinciehoofdstad Groningen, en tevens de naam van de straten die aan weerszijden van de gracht lopen. Het Lopende Diep ligt tussen de Noorderhaven en de Spilsluizen.
Het water wordt aan de oostzijde begrensd door de Boteringebrug en aan de westzijde door de Kijk in 't Jatbrug, en is ongeveer 140 meter lang. Aan de noordzijde grenst het Lopende Diep aan het Guyotplein, het plantsoen waar de Groningse rechtbank gevestigd is.
De naam Lopende Diep verwijst naar het getijdeverschil dat hier tot 1877 merkbaar was omdat het water in directe verbinding stond met de Lauwerszee.

## Monumenten
| Adres                     | Bouwjaar | Beschrijving                        | Monument  | Foto |
| ------------------------- | -------- | ----------------------------------- | --------- | ---- |
| Lopende Diep 1 ('t Hooft) | 17e eeuw |                                     | RM 18544  |      |
| Lopende Diep 4            | 1899     | Woonhuis ontworpen door G. Hoekzema | GM 102511 |      |
| Lopende Diep 6            |          |                                     | RM 18545  |      |
| Lopende Diep 8            |          |                                     | RM 18546  |      |
| Lopende Diep 10           |          |                                     | RM 18547  |      |
| Lopende Diep 12           |          |                                     | RM 485848 |      |
| Lopende Diep 24-28        |          |                                     | RM 18646  |      |